# جشنواره فیلم استکهلم
جشنواره بین‌المللی فیلم استکهلم (SIFF، به سوئدی: Stockholms filmfestival) یک جشنواره فیلم سالیانه است که در استکهلم سوئد برگزار می‌شود. این جشنواره از سال ۱۹۹۰ آغاز به‌کار کرده و هر ساله در نیمه دوم ماه نوامبر برگزار می‌شود.